# Tommaso Righi
Tommaso Righi (Roma, 1722 o 1723 – Varsavia, dopo il 1802) è stato uno scultore italiano.
Divenne celebre per aver decorato il duomo di Vilnius, tantoché fu chiamato da Stanislao II di Polonia a Varsavia (1790).
Righi fu attivo anche in Italia: ad esempio, fu stuccatore di Palazzo Chigi e fu lo scultore del monumento sepolcrale del cardinale forlivese Camillo Paolucci nella Chiesa di San Marcello al Corso a Roma.
Autore anche della pala d'altare maggiore "Gloria di San Basilio" all'interno della chiesa di S.Maria del Priorato a Roma.